# アレクサンドル・マトローソフ
アレクサンドル・マトヴェーエヴィチ・マトローソフ（ロシア語: Алекса́ндр Матве́евич Матро́сов、1924年2月5日 - 1943年2月27日）は、ソビエト連邦の軍人。ソ連邦英雄。

## 生涯
ウクライナのエカチェリノスラフに生まれたというが、別の説ではバシキリアのクナクバエヴォの生まれで、本名はシャキリヤン・ユヌソヴィチ・ムハメジヤノフ（バシキール語: Шакирьян Юнусович Мухамедьянов）だという。いずれにせよ早くに両親を亡くしてウリヤノフスクの孤児院で育ち、クイビシェフの自動車修理工場に就職した。1940年10月8日、2年の懲役を宣告され、ウファの少年労働キャンプに送られる（この判決は1967年に取り消された）。
大祖国戦争が始まると、マトローソフは入隊を志願する手紙を何度も送った。1942年9月、赤軍に召集され、クラスノホルムスキー歩兵学校へ入学するが、まもなくカリーニン戦線の第91独立シベリア志願旅団第2独立狙撃大隊（のちに第56親衛狙撃師団第254親衛狙撃連隊に改編）に配属。1943年2月27日、プスコフ州における戦闘で、敵軍のトーチカに身体を投げ出し、文字通り身を挺して銃眼を塞ぎ戦死した。

## 英雄として

ヴェリーキエ・ルーキの記念碑

1943年6月19日、マトローソフに対してソ連邦英雄称号が追贈された。さらに、1943年9月8日、ヨシフ・スターリン国防人民委員命令により、第254親衛狙撃連隊にマトローソフの名が冠され、その第1中隊の兵員名簿には永遠に彼が登録されることとなった。映画『兵士アレクサンドル・マトローソフ Рядовой Александр Матросов 』（1948年）も製作され、改葬地であるプスコフ州のヴェリーキエ・ルーキや、ウファ、クナクバエヴォなど各地に記念碑、記念館が建てられた。
マトローソフの名は国際的にも広く知られることになった。中華人民共和国では、朝鮮戦争において身を挺して敵の銃眼を塞いだ黄継光が「マトローソフ式の英雄」と呼ばれている。同様の例は、朝鮮民主主義人民共和国における李寿福 やベトナム社会主義共和国におけるチュー・バン・トーなど、社会主義国に多数ある。

## 参考資料
- “Герой Советского Союза Матросов Александр Матвеевич”, Герои страны 2019年1月22日閲覧。
- Р.Х.Насыров, “МАТРОСОВ Александр Матвеевич”, Башкирская энциклопедия, Башкирская энциклопедия 2019年1月22日閲覧。